# Fleuma

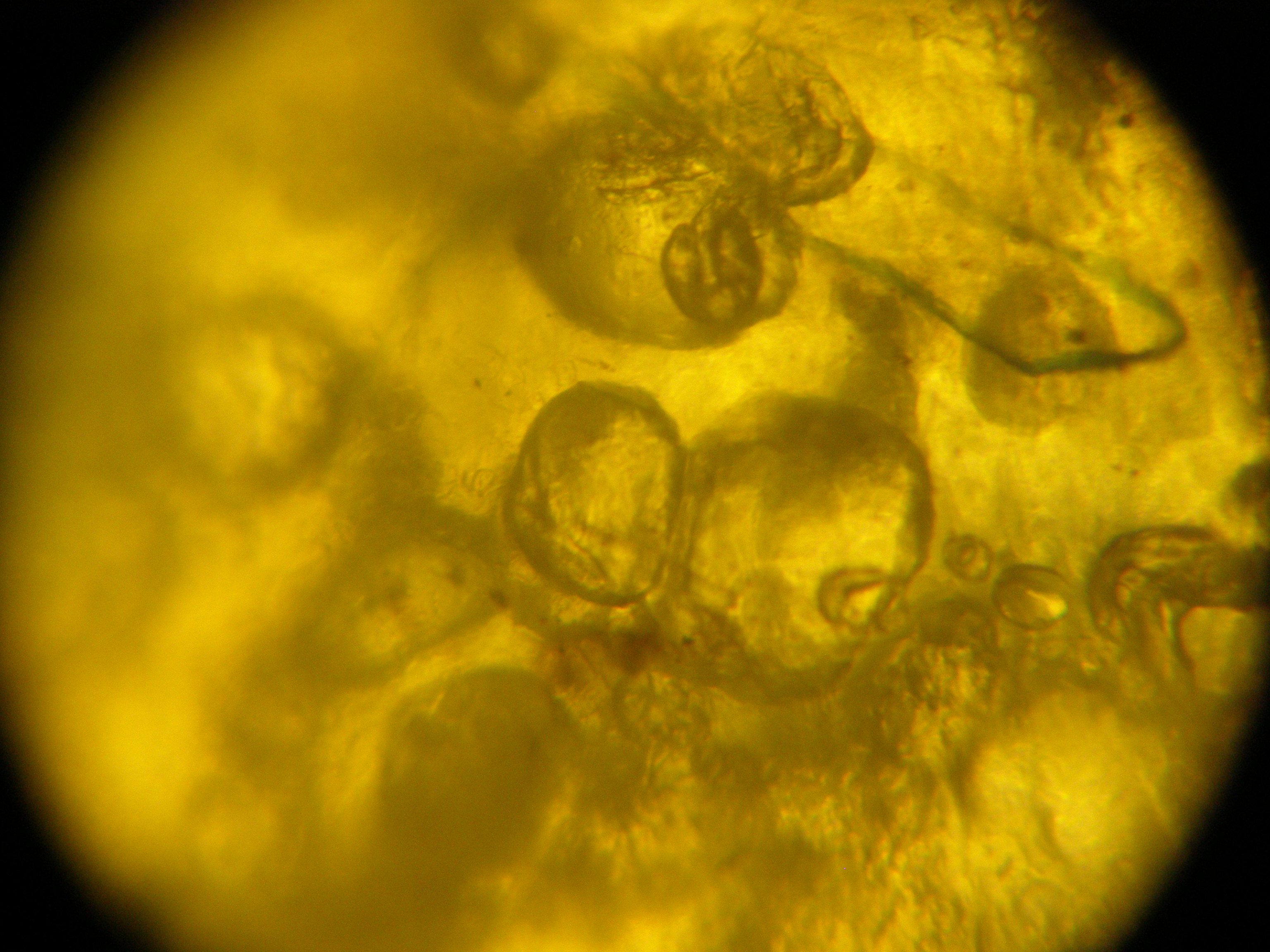
Microfoto da fleuma da rinite com bolhas gasosas.

A fleuma ou flegma ou ainda fleugma é um muco secretado pelas membranas mucosas de humanos e outros animais.  Sua definição é limitada aos mucos produzidos pelo sistema respiratório, excluindo as “cacas de nariz” e o fluido da tosse. 
Sua composição varia, dependendo do clima, da genética, e do estado do sistema imunológico, mas é basicamente um gel d’água consistindo de glicoproteínas, leucócitos, lipídeos. A fleuma pode ter muitas cores.

## Doenças relativas à fleugma
A fleugma pode ser infectada por diferentes bactérias. A fleuma pode estar associada a doenças sérias (como tuberculose e câncer pulmonar), ou de menor gravidade (como bronquite).

## Humor fleumático
Segundo a ancestral teoria de Hipócrates, a teoria dos quatro humores, a fleuma está associado com a água e o inverno. Uma pessoa fleumática seria calma, paciente, persistente, compassiva, equilibrada, pacífica, disciplinada e inofensiva. Como defeitos seria temerosa, conservadora, indecisa, acomodada, introvertida e desmotivada. Supostamente as pessoas fleumáticas seriam boas médicas, professoras, cientistas, escritoras ou editoras.